# ReGe Hamburg Projekt-Realisierungsgesellschaft
Die ReGe Hamburg Projekt-Realisierungsgesellschaft mbH, kurz ReGe Hamburg, ist eine privatwirtschaftlich organisierte Firma, die für ihren Eigentümer, die Freie und Hansestadt Hamburg, bei Großprojekten Planungs- und Bauherrenaufgaben übernimmt. Sie führt als Managementgesellschaft große Infrastruktur- und Bauprojekte für die Freie und Hansestadt Hamburg durch.
Bei der ReGe Hamburg handelt es sich aufgrund der Eigentümerstruktur um ein öffentliches Unternehmen. Nach der sog. Transparenz-Richtlinie der EU (Richtlinie 2000/52/EG der Kommission vom 26. Juli 2000) ist ein öffentliches Unternehmen „jedes Unternehmen, auf das die öffentliche Hand aufgrund Eigentums, finanzieller Beteiligung, Satzung oder sonstiger Bestimmungen, die die Tätigkeit des Unternehmens regeln, unmittelbar oder mittelbar einen beherrschenden Einfluss ausüben kann.“

## Geschichte
Die ReGe wurde im Oktober 2000 als „Realisierungsgesellschaft Finkenwerder mbH“ zur Erweiterung des Airbus-Werksgeländes in Hamburg-Finkenwerder gegründet. Dabei ging es um die A380-Werkserweiterung in das Mühlenberger Loch mitsamt der Pistenverlängerung Nord auf der Landebahnhalbinsel Rüsch und die Ausgleichsmaßnahmen. Mit diesem Projekt wurden 170 ha neues Erweiterungsgelände auf bis zu 11 m mächtigem Schlickvorkommen bei entsprechenden Setzungsgarantien realisiert und zwar zeitlich abgestimmt mit dem Aufbau der Produktion für die A380. Eine ingenieurtechnische Meisterleistung. Die Landgewinnung im Mühlenberger Loch verlief ohne technische Probleme und konnte termingerecht wie auch 20 Mio. Euro unterhalb des gesetzten Budgetrahmens abgeschlossen werden. Mit der Landgewinnungsmaßnahme im Mühlenberger Loch wurde die Grundlage dafür gelegt, dass Hamburg der drittgrößte Flugzeugproduktionsstandort der Welt wurde.
2004 wurde das Unternehmen in „ReGe Hamburg Projekt-Realisierungsgesellschaft mbH“ umbenannt (von RealisierungsGesellschaft). 2004 wurde die ReGe mit der Realisierung der Umgehungsstraße Finkenwerder beauftragt.
Ebenfalls 2004 wurde die ReGe Hamburg mit der Funktion als Bauherrin für das Projekt Elbphilharmonie beauftragt. Dazu wurde am 1. Februar 2007 die Elbphilharmonie Hamburg Bau GmbH & Co. KG gegründet, deren Komplementärin die ReGe ist. Wegen der Kostensteigerungen und Verzögerungen beim Bau der Elbphilharmonie wurde ein Untersuchungsausschuss eingesetzt, der unter anderem auch die Rolle der ReGe beleuchtete. Im Abschlussbericht des Untersuchungsausschusses wurde bemängelt, dass die ReGe sowohl quantitativ (Anzahl Mitarbeiter) als auch qualitativ (fachliche Qualifikation der Mitarbeiter) nicht in der Lage war, die ihr anvertraute Aufgabe zu bewältigen. Der Untersuchungsbericht äußert auch Kritik an den ehemaligen Geschäftsführern Wegener und Leutner, die durch ihr Verhalten zu den Problemen beim Bau der Elbphilharmonie beigetragen haben.
Seit 2017 konzentriert sich die ReGe auf Infrastrukturaufgaben.
Laufende Projekte (Auswahl, Stand 2021):
- Kaimauern Speicherstadt und Zollkanal
- Hauptbahnhof
- Hauptdeich Cranz und Neuenfelde
- Steinwerder-Süd

Abgeschlossene Projekte:
- Revitalisierung des Congress Centers Hamburg[6]
- Sanierung der Nordhalle der Deichtorhallen Hamburg[7]
- Sanierung der Kaimauern und Fundamente der Speicherstadt Hamburg
- Ausgleichsmaßnahme in den Borghorster Elbwiesen[8][9]
- Erweiterung des Airbus-Werksgeländes in Hamburg-Finkenwerder (Mühlenberger Loch)[10]
- Startbahnverlängerung für die A380[10]
- Umgehungsstraße Finkenwerder[11]
- IBA-Energiebunker (2013)[12][13]
- IBA-Dock (2010)[14]
- BallinStadt Auswanderermuseum(2006)[15]

## Unternehmensleitung
Geschäftsführer der ReGe Hamburg sind (Stand August 2021) Dieter Peters und Otfried Mante. Frühere Geschäftsführer waren u. a. Heribert Leutner (von 2004 bis 2007 Projektleiter Elbphilharmonie und von 2008 bis zum 31. März 2013 Sprecher der Geschäftsführung) und Hartmut Wegener.

## Aufsichtsrat
Der Aufsichtsrat der ReGe Hamburg besteht (Stand August 2021) aus 
- Andreas Rieckhof (Behörde für Wirtschaft und Innovation, Vorsitzender),
- Antje Mattfeld (Brödermann Jahn Rechtsanwalts GmbH),
- Katharina Kriston (Behörde für Wirtschaft und Innovation),
- Monika Thomas (Behörde für Stadtentwicklung und Wohnen) und
- Martin Bill (Behörde für Verkehr und Mobilitätswende).